# Église Saint-Martin de Castres-Gironde
L'église Saint-Martin est une église catholique située à Castres-Gironde, en France.

## Localisation
L'église est située dans le département français de la Gironde, sur la commune de Castres-Gironde.

## Historique
L'abside de l'édifice est classée au titre des monuments historiques en 1913.